# Jassem Khaloufi
Jassem Khalloufi (2 de setembro de 1981) é um futebolista profissional tunisiano que atua como goleiro.

## Carreira
Jassem Khalloufi representou a Seleção Tunisiana de Futebol nas Olimpíadas de 2004.